# جودة مرقص
جودة جورج جوده مرقص (وُلد في 22 مارس 1959 في بيت لحم) فلسطيني شغل منصب وزير وزارة السياحة الفلسطينية ضمن حكومة إسماعيل هنية الأولى في الفترة الممتدة بين 27 مارس 2006 و17 مارس 2007.